# Rochefort-sur-la-Côte
Rochefort-sur-la-Côte is een gemeente in het Franse departement Haute-Marne (regio Grand Est) en telt 67 inwoners (2009). De plaats maakt deel uit van het arrondissement Chaumont.

## Geografie
De oppervlakte van Rochefort-sur-la-Côte bedraagt 5,4 km², de bevolkingsdichtheid is dus 12,4 inwoners per km².
De onderstaande kaart toont de ligging van Rochefort-sur-la-Côte met de belangrijkste infrastructuur en aangrenzende gemeenten.

## Demografie
Onderstaande figuur toont het verloop van het inwonertal (bron: INSEE-tellingen).